# Hyantis mellitus
Hyantis mellitus är en fjärilsart som beskrevs av Brooks 1939. Hyantis mellitus ingår i släktet Hyantis och familjen praktfjärilar. Inga underarter finns listade i Catalogue of Life.